# Villars-le-Terroir
Villars-le-Terroir – miejscowość i gmina (commune) w zachodniej Szwajcarii, w kantonie Vaud, w okręgu (district) Gros-de-Vaud. Leży nad rzeką Sauteru. 

## Demografia
W Villars-le-Terroir mieszka 1314 osób. W 2021 roku 12,6% populacji gminy stanowiły osoby urodzone poza Szwajcarią.

## Transport
Przez teren gminy przebiega droga główna nr 5. 